# Закон про захист даних 2018 року
Закон про захист даних 2018 року (розділ 12) – це акт парламенту Сполученого Королівства  (СК), який оновлює законодавство про захист даних у Великій Британії. Це національний закон, який доповнює Загальний регламент Європейського Союзу про захист даних (GDPR) та замінює Закон про захист даних 1998 року .
До закону мали бути внесені суттєві зміни згідно із  Законопроектом про захист даних та цифрову інформацію . Однак, цей законопроект було відхилено у зв'язку з проведенням загальних виборів у Великій Британії 2024 року . 

## Передісторія
Законопроект про захист даних був внесений до Палати лордів лордом Ештоном Гайдським, парламентським заступником державного секретаря в Міністерстві цифрових технологій, культури, медіа та спорту, 13 вересня 2017 року. 
Закон про захист даних 2018 року отримав королівську схвалення 23 травня 2018 року. Закон набув чинності 25 травня 2018 року. До нього було внесено зміни 1 січня 2021 року відповідно до Закону про вихід з Європейського Союзу 2018 року, щоб відобразити статус Великої Британії поза межами ЄС. Він замінює Закон про захист даних 1998 року . 
Закон застосовує стандарти захисту даних, визначені в GDPR, і, оскільки, GDPR дозволяє державам-членам ЄС робити різний вибір щодо його впровадження у своїй країні, визначає ці положення для Великої Британії. 

## Зміст
Закон має сім частин. Вони викладені в Розділі 1: 
1. Цей Закон містить положення щодо обробки персональних даних .
2. Більшість обробки персональних даних підпадає під дію GDPR .
3. Частина 2 доповнює GDPR (див. Розділ 2) та застосовує в цілому еквівалентний режим до певних видів обробки, на які GDPR не поширюється (див. Розділ 3).
4. Частина 3 містить положення про обробку персональних даних компетентними органами у правоохоронних цілях та імплементує Директиву про правоохоронну діяльність.
5. Частина 4 містить положення про обробку персональних даних спецслужбами.
6. Частина 5 містить положення про Уповноваженого з питань інформації .
7. Частина 6 містить положення щодо забезпечення дотримання законодавства про захист даних.
8. Частина 7 містить додаткові положення, включаючи положення про застосування цього Закону до Корони та Парламенту.

Закон запроваджує нові правопорушення, які включають свідоме або необережне отримання або розголошення персональних даних без згоди контролера даних, а також сприяння такому розголошенню або зберігання даних, отриманих без згоди . Продаж або пропозиція продажу персональних даних, отриманих або розголошених свідомо чи необережно, також вважається правопорушенням. 
По суті, Закон імплементує Директиву ЄС про правоохоронну діяльність,  а також ті положення GDPR, які «повинні визначатися законодавством держави-члена», та створює правові рамки, подібні до GDPR, для обробки персональних даних, що виходять за межі дії GDPR. Це включає обробку даних спецслужбами, імміграційними службами та обробку персональних даних, що зберігаються у неструктурованій формі державними органами.
Згідно з розділом 3 Закону про вихід з Європейського Союзу 2018 року , GDPR буде безпосередньо включено до внутрішнього законодавства одразу після виходу Великої Британії з Європейського Союзу .
Забезпечення виконання Закону Управлінням уповноваженого з питань інформації підтримується збором за захист даних, що сплачується британськими контролерами даних відповідно до Положення про захист даних (збори та інформація) 2018 року. Звільнення від сплати збору залишилися загалом такими ж, як і в Законі 1998 року: вони стосуються, зокрема, деяких підприємства та некомерційних організацій, діяльності з внутрішніми основними цілями (персонал або члени, маркетинг та бухгалтерський облік), побутових справ, окремих державних функцій і неавтоматизованої обробки.   Відповідно до Закону 2018 року, режим примусового виконання реєстрації змінився з кримінального на цивільне грошове покарання. 
Закон запроваджує новий критерій суспільного інтересу, що застосовується до дослідницької обробки особистих дані про здоров'я. 
Закон надав громадянам право звертатися до судів та трибуналів за різними розпорядженнями, зокрема: до трибуналу - за розпорядженням Уповноваженому з питань інформації провести розслідування (розділ 166); до суду - за розпорядженням про виконання вимог щодо Уповноваженого або контролерів чи обробників даних (розділ 167); до трибуналу - зі скаргами проти повідомлень про штрафні санкції та інших рішень про примусове виконання вимог (розділ 162). Юрисдикція цих розділів, їх обсяг і межі стали предметом судової кампанії, в якій обговорювалися різні обсяги та межі їхньої юрисдикції, в тому числі навіть до Апеляційного суду.    

## Додатки
Закон про захист даних 2018 року є переглядом Закону про захист даних 1998 року, який включає важливість більш відповідального ставлення організацій до інформації, а також підвищення рівня конфіденційності.  Остання редакція також працює разом із GDPR, чого не було в Законі про захист даних 1998 року. 
Від Закону про захист даних 1998 року до Закону про захист даних 2018 року ключовими доповненнями є наступні: 
- право на видалення
- включення винятків із Закону про захист даних
- регулюється одночасно з GDPR

Цей перегляд дозволив законодавцям запровадити можливість видалення будь-яких даних за бажанням особи, що  ґрунтується на базовому праві на недоторканість приватного життя. 
Версія 2018 року дозволила людям отримати чітке тлумачення винятків із закону, які були нечіткими у версії 1998 року. 
Коли створювався Закон про захист даних 1998 року, GDPR ще не існував, а отже не було закону, з яким би DPA міг працювати.  Зрештою, зі створенням GDPR, DPA було оновлено для одночасної роботи. 

## Зовнішні посилання
- Повний текст Закону про захист даних 2018 року
- Положення про захист даних (збори та інформація) 2018 року
- Сторінка DPA 2018 Управління інформаційного комісара. [Архівовано 2018-08-07 у Wayback Machine.]